# K-9 (filme)
K-9 (br: K-9 - Um Policial Bom Pra Cachorro / pt: K-9 - O Agente Canino) é um filme americano de 1989, uma comédia de ação com James Belushi e Mel Harris, dirigida por Rod Daniel.

## Sinopse
Michael Dooley (James Belushi) é um policial extravagante que necessita de alguma ajuda para lutar contra Lyman (Kevin Tighe), um narcotraficante que tem tentado matá-lo. Um conhecido lhe dá Jerry Lee, um pastor alemão que foi treinado para cheirar drogas. Com sua ajuda, Dooley espera colocar seu inimigo na cadeia, mas Jerry Lee tem uma personalidade própria e trabalha apenas quando quer. Para piorar, o cachorro é ótimo em destruir o carro, a casa e a vida sexual de Dooley.

## Elenco
- Rando .... Jerry Lee
- James Belushi .... Michael Dooley
- Mel Harris .... Tracy
- Kevin Tighe .... Lyman
- James Handy .... Byers
- Ed O'Neill .... Brannigan
- Daniel Davis .... Halstead
- Cotter Smith .... Gilliam
- John Snyder .... Freddie
- Pruitt Taylor Vince .... Benny
- Sherman Howard .... Dillon
- Jeff Allin.... Chad
- Max Whight .... Professor Clark Wilson

## Rando
Rando foi o pastor alemão, de origem alemã e bilíngue, pois atendia comandos em alemão e Inglês, que interpretou a personagem do cão policial Jerry Lee. Rando faleceu antes do início da filmagens do segundo filme da série, K-9: P.I. (Um Policial Bom Pra Cachorro).

## Recepção
No site agregador de críticas Rotten Tomatoes, 22% das 9 resenhas dos críticos são positivas.